# Jan Swerts
Jan Swerts, född den 25 december 1825 i Antwerpen, död den 11 augusti 1879 i Marienbad, var en belgisk målare. 
Swerts var elev vid akademien i sin hemstad och till Nicaise de Keyser. Han ingick arbetsgemenskap med Godefroid Guffens, propagerade tillsammans med denne, efter att de 1850 hade företagit en resa till Italien och Tyskland och hade blivit begeistrade för Overbecks, Cornelius och andra tyska målares konst, för kunskap i hans hemland om den moderna Münchenkonsten. De stöttades av den belgiska regeringen och arrangerade 1859 en utställning (som under kommande år fick stort inflytande i belgiskt konstliv) av de viktigaste representanterna för tyskt freskomåleri. I förening med Guffens utförde Swerts större väggmålningar i Antwerpen med omnejd. På egen hand utsmyckade han bland annat rådhuset i Kortrijk. År 1874 blev Swerts direktör för Prags konstakademi. Där målade han bland annat väggbilder till den heliga Annas kapell i Prags domkyrka. Han målade också en del stafflibilder (historia och genre).